# Profago
Término relacionado con el concepto de infección. Un profago es el estado del genoma de un virus atemperado cuando se replica en sincronía con el genoma del hospedador, dando inicio a un ciclo lisogénico y que no destruye la célula hospedadora. Este ADN podrá mantenerse así durante varias generaciones (tiempo durante el que la célula hospedadora será inmune a infecciones del mismo virus) hasta que se induzca su separación del ADN celular, momento en el comenzará un ciclo lítico.

## Decisión lisis-lisogenia
Los profagOs o los virus atemperados, pueden "elegir" seguir con el ciclo lisogénico o el ciclo lítico según las condiciones ambientales, de manera que puede asegurar la transmisión a los descendientes del huésped. La elección o decisión de llevar a cabo un ciclo u otro, se realiza gracias a un mecanismo denominado interruptor molecular principalmente dominado por la presencia de dos proteínas, CI y Cro, productos de la expresión de dos genes llamados cI y cro respectivamente. Estas proteínas se sintetizan inmediatamente después de la inyección de ADN viral en el huésped bacteriano, y el destino del fago depende de la concentración relativa de proteínas CI y Cro en el citoplasma de la bacteria. Cuando la concentración de CI es mayor que la de Cro se inhibe el ciclo lítico y se establece la lisogenia, pero sí el equilibrio se desplaza hacia una mayor síntesis de Cro se inhibiría el ciclo lisogénico y el fago entraría en el ciclo lítico. Sin embargo, se han propuesto otros mecanismos alternativos que también podrían participar el la decisión lisis-lisogenia, como la liberación de un péptido señal para establecer el ciclo lisogénico.

## Inducción de profagos
Se ha demostrado que la lisogenia representa una relación beneficiosa y estable entre un fago y su huésped bacteriano. Sin embargo, esporádicamente este equilibrio puede romperse como consecuencia, por ejemplo, de una disminución accidental de la concentración de CI en el citoplasma. Aunque rara vez ocurre, los cultivos de bacterias lisogénicas siempre presentan fagos libres, como resultado del proceso llamado "inducción espontánea".. El mecanismo principal de la inducción de fago, ampliamente descrito en la bibliografía, es la respuesta SOS. Esta respuesta se puede disparar debido a múltiples factores intrínsecos y extrínsecos. Los factores intrínsecos son aquellos relacionados con el entorno interno de la célula, por ejemplo, durante el crecimiento, se ha demostrado que la replicación continua (multifork) causa daños esporádicos en el ADN, lo que resulta en la desrepresión de los genes SOS e incluso las especies reactivas de oxígeno (ROS) provocan daños en el ADN que conduce a la inducción del profago. Sin embargo, como se ha destacado antes, además de los factores intrínsecos, existen factores extrínsecos que podrían afectar el ADN genómico o RecA e inducir la respuesta SOS. Por ejemplo, ROS, radiación UV, pH, calor o antibióticos como la mitomicina C. Todos estos agentes pueden alterar el ADN, detener la síntesis y la división celular, lo que lleva a la acumulación de ssDNA, activación y respuesta de emergencia.